# Paradiplogrammus corallinus
Paradiplogrammus corallinus és una espècie de peix de la família dels cal·lionímids i de l'ordre dels perciformes.

## Morfologia
- Els mascles poden assolir 3,7 cm de longitud total i les femelles 4.[3][4]

## Hàbitat
És un peix marí, de clima subtropical i demersal que viu entre 12-122 m de fondària.

## Distribució geogràfica
Es troba al Japó, Nova Caledònia, Hawaii i Tonga.

## Observacions
És inofensiu per als humans.